# Crocodile Dundee in Los Angeles
Crocodile Dundee in Los Angeles is een komediefilm van Simon Wincher die werd opgenomen in de Verenigde Staten en Australië in het jaar 2001. Het is de derde film en vervolg op de jaren 80-film Crocodile Dundee II met Paul Hogan.

## Verhaal
Mick Crocodile Dundee heeft een rustig leventje met de toeristen die willen zien hoe hij krokodillen vangt. Zijn vriendin Sue krijgt plots het voorstel om haar vader te vervangen op een krantenredactie in Los Angeles.

## Rolverdeling
| Acteur          | Personage                                    |
| --------------- | -------------------------------------------- |
| Paul Hogan      | Michael J. "Crocodile" Dundee                |
| Linda Kozlowski | Sue Charlton                                 |
| Jere Burns      | Arnan Rothman                                |
| Jonathan Banks  | Miloš Drubnik                                |
| Alec Wilson     | Jacko                                        |
| Gerry Skilton   | Nugget O'Cass                                |
| Steve Rackman   | Donk                                         |
| Serge Cockburn  | Michael "Mikey" Dundee II / Michael Charlton |
| Aida Turturro   | Jean Ferraro                                 |
| Paul Rodriguez  | Diego                                        |
| Kaitlin Hopkins | Miss Mathis                                  |
| Slim de Grey    | Minister                                     |
| Mike Tyson      | zichzelf                                     |